# Campionati Internazionali di Sicilia 1990
I Campionati Internazionali di Sicilia 1990 sono stati un torneo di tennis giocato sulla terra rossa. È stata l'11ª edizione dei Campionati Internazionali di Sicilia, che fanno parte della categoria World Series nell'ambito dell'ATP Tour 1990. Si sono giocati a Palermo in Italia, dal 24 al 30 settembre 1990.

## Campioni

### Singolare
Franco Davín ha battuto in finale  Juan Aguilera con il punteggio di 6–1, 6–1

### Doppio
Sergio Casal /  Emilio Sánchez hanno battuto in finale  Carlos Costa /  Horacio de la Peña  6–3, 6–4